# Björn Bengtsson
Pour les articles homonymes, voir Bengtsson.
Björn Mikael Bengtsson, né le 17 octobre 1973 à Malmö, ayant grandi à Skurup, est un acteur suédois.
Bengtsson a étudié à l'Académie de Théâtre de Göteborg de 1993 à 1996. Il a travaillé au Théâtre de la Ville de Malmö, au Théâtre de la Ville de Helsingborg, au Théâtre national, au Théâtre dramatique royal et au Théâtre de la Ville de Stockholm.

## Filmographie
Cinéma
- 2019 : Le Coupable idéal (Quick) de Mikael Håfström : Sven Åke Christianson
- 2018 : Robin des Bois (Robin Hood) d'Otto Bathurst
- 2015 : Prästen i paradiset
- 2013 : Julie
- 2012 : ZON 261
- 2011 : Les Aventures de Tintin : Le Secret de La Licorne
- 2011 : Någon annanstans i Sverige
- 2010 : Bröderna Karlssone
- 2009 : Psalm 21
- 2008 : Rallybrudar
- 2008 : Mellan oss
- 2006 : Offside
- 2006 : Istedgade
- 2006 : Beck – Skarpt läge
- 2006 : Björnbröder 2
- 2006 : Svalan, Katten, Rosen, Döden
- 2006 : Moreno och tystnaden
- 2005 : Vinnare och förlorare
- 2004 : Björnbröder
- 2003 : Utan dig
- 2003 : Kontorstid
- 2002 : Hot Dog

Télévision
- 2017 : The Last Kingdom
- 2014 : L'Héritage empoisonné
- 2012 : 30° en février (30 grader i februari)
- 2011 : Bibliotekstjuven
- 2009 : Le Tailleur de pierre